# Herb Alpert
Pour les articles homonymes, voir Alpert.
 (janvier 2017).
Si vous disposez d'ouvrages ou d'articles de référence ou si vous connaissez des sites web de qualité traitant du thème abordé ici, merci de compléter l'article en donnant les références utiles à sa vérifiabilité et en les liant à la section « Notes et références ».
Herbert Alpert, dit Herb Alpert, est un trompettiste, chanteur et compositeur américain, né le 31 mars 1935 à Los Angeles.
Il a été le numéro un d'un groupe latino appelé « Tijuana Brass ».

## Débuts de carrière
Il commence les cours de trompette à l'âge de huit ans et joue dans les bals dès son adolescence. Après ses études au Fairfax High School (en), au cours de son service militaire en 1955, il joue fréquemment durant les cérémonies. Il reprend ensuite ses études à l'université du Sud de la Californie, au sein de laquelle il est musicien de la fanfare. Sa carrière débute chez RCA sous le nom de Dore Alpert, avec le hit de Dante & the Evergreens Alley Oop. En 1962, il fonde avec son partenaire Jerry Moss le label A&M Records.

## Les années du Tijuana Brass
Peu après, Alpert forme un groupe latino qu'il baptise le Tijuana Brass Orchestra. En 1962, celui-ci sort son premier album, The Lonely Bull, inspiré des mariachis et d'un orchestre de corridas au Tijuana.
Le succès du Tijuana Brass popularise la musique latino-pop, même si aucun des membres de l'ensemble n'était réellement hispanique. Alpert qualifiait d'ailleurs sa constitution comme formée de « quatre Lasagnes, deux Bagels, et d'un fromage américain »… :
- Herb Alpert (trompette et voix) ;
- Tonni Kalash (trompette) ;
- Bob Edmondson (trombone) ;
- John Pisano (guitare électrique ou mandoline) ;
- Lou Pagani (piano) ;
- Julius Wechter (marimba) ;
- Nick Ceroli (batterie) ;
- Pat Senatore (guitare basse).

Sa trompette et son jeu incisif sur des rythmes variés swinguant ou très adaptés à la danse, dédoublée bien souvent à la tierce avec celle de Tonni Kalash, joue de nombreux succès inspirés notamment du Mexique, rappelant même souvent les consonances des mariachis, renforcée d'une marimba, à l'instar d'orchestres comme Roberto Delgado et Horst Wende.
Plusieurs succès latino-américains brésiliens ou d'Amérique du Nord tels que du folklore du Texas ou country et de bien d'autres pays, ou de sa composition, seront aussi interprétés dans ce style typique du Tijuana.
Parmi ses plus grands succès d'interprétations, figure notamment la reprise instrumentale de A Taste of Honey (également interprétée par l'orchestre de James Last)
En 1965 l'orchestre sort l'album Going Places, d'où seront issus les hits souvent réadaptés pour la danse, tels que : 
- Tijuana Taxi ;
- Spanish Flea (en) (la puce espagnole) ;
- Third Man Theme (Le Troisième Homme d'Anton Karas) ;
- América (de West Side Story) ;
- Struttin' with Maria, fox-trot ;
- Zorba le Grec (thème du film) ;
- Maltese melody (paso doble joué aussi par Bert Kaempfert).

### Baja Marimba Band
Toujours dans un style d'inspiration mexicaine, il forme parallèlement cet ensemble du Baja Marimba Band (en) privilégiant cette fois en instrument vedette la marimba, jouée par Julius Wechter (en).
En 1966, il entre dans le livre Guinness des records pour être le seul artiste à classer simultanément cinq albums dans le top 20 des meilleures ventes aux États-Unis.
C'est également en 1966 qu'il chante sur un seul morceau qui sera le premier grand hit de son label A&M avec le solo This Guy's in Love with You écrit par Burt Bacharach et Hal David).
En 1967, le groupe joue également sur la bande originale du James Bond Casino Royale, écrite par Burt Bacharach.
Herb Alpert a reçu avec son groupe Tijuana Brass six Grammy Awards.

## Après Tijuana Brass
Alpert dissout le groupe en 1969, mais ressort néanmoins un album en 1971. En 1974, Alpert reforme un groupe, avec des anciens du Tijuana Brass et de nouveaux musiciens, sous le nom de TJB, avec lesquels il sort deux albums. Sous son label A&M Records, il produit de nombreux artistes, comme les The Carpenters ou Janet Jackson.
Vers 1980, il réenregistra quelques nouveaux albums, sous un tempo de rythmique disco.
Concernant la période des années 1980, son plus grand succès musical est obtenu en 1987 avec le single intitulé Diamonds (en), incluant la participation vocale de Janet Jackson, produit par Jimmy Jam et Terry Lewis.

## Le 29 octobre 2024
Herb Alpert se consacre le 29 octobre 2024 à la peinture expressionniste, et à la production de pièces à Broadway, comme Angels in America, qui obtint un Tony Award.
En 2000, il rachète les droits de ses chansons à Universal Music, qui a racheté A&M, et commence à remasteriser ses disques, publiés maintenant par le label Shout!Factory.